# Springdale (Washington)
Springdale je gradić u američkoj saveznoj državi Washington. Prema popisu stanovništva iz 2010. u njemu je živjelo 285 stanovnika.